# 薬師蓉子
薬師 蓉子（やくし ようこ）は、日本のフィギュアスケート選手（女子シングル）。1979年全日本選手権3位。1980年世界選手権代表。

## 経歴
1977年、世界ジュニア選手権で7位に入る。
1979年、NHK杯に出場し12位、全日本選手権では3位に入り、渡部絵美、小林れい子と共に1980年世界選手権に出場。世界選手権では20位となる。
1980年、全日本選手権で5位となり、表彰台には上がれなかった。

## 主な戦績
| 大会/年            | 1976-77 | 1979-80 | 1980-81 |
| ------------------ | ------- | ------- | ------- |
| 世界選手権         |         | 20      |         |
| 全日本選手権       |         | 3       | 5       |
| NHK杯              |         | 12      |         |
| 世界ジュニア選手権 | 7       |         |         |